# Bruno Pasquini
Bruno Pasquini (* 23. November 1914 in Massa e Cozzile; † 12. August 1995 in Montecatini Terme) war ein italienischer Radrennfahrer.

## Sportliche Laufbahn
Pasquini war im Straßenradsport aktiv. Als Amateur gewann er rund 170 Rennen. Von 1939 bis 1952 war er Unabhängiger und Berufsfahrer. Pasquini war während seiner Profizeit Domestik für Gino Bartali und Fausto Coppi. Pasquini siegte in der Coppa Andrea Boero 1946 und im Giro della Toscana 1947 vor Nedo Logli. 1948 gewann er die 1. Etappe des Giro d’Italia. Die Tour de France fuhr Pasquini zweimal. 1948 wurde er 19. und 1949 24. der Gesamtwertung. Den Giro d’Italia bestritt er achtmal. 1939 wurde er 20., 1946 13., 1947 14., 1949 26., 1950 20., 1951 14. und 1952 58. im Endklassement. 1948 war er ausgeschieden. 1947, 1950, 1951 startete Pasquini in der Tour de Suisse. Pasquini wurde Sechster in allen drei Rundfahrten durch die Schweiz. 1952 kam er bei seinem vierten Start auf den 14. Platz.